# Nikolaï Krouglov (biathlon, 1981)
Pour les articles homonymes, voir Nikolaï Krouglov et Krouglov.
Nikolaï Nikolaïevitch Krouglov (en russe : Николай Николаевич Круглов), né le 8 avril 1981 à Gorki, est un biathlète russe en activité au niveau mondial de 2003 à 2010, vainqueur de quatre titres mondiaux et d'une médaille olympique en relais. 
Après sa carrière sportive, il devient en 2011, vice-ministre des Sports et de la Jeunesse de l'oblast de Nijni Novgorod.

## Biographie
Fils de Nikolaï Krouglov, biathlète soviétique à succès, Krouglov commence sa carrière avec l'équipe nationale en 2000. Il y connaît des débuts riches en succès, remportant quatre titres aux Championnats d'Europe junior en 2000 et 2001 et cinq médailles d'argent aux Championnats du monde. Lors de la saison 2001-2002, il fait partie de l'équipe russe pour la Coupe du monde, marquant ses premiers points à Antholz (22e). En 2003, il se retrouve sur son premier podium à l'issue du relais d'Oslo (2e). La saison 2003-2004 voit Krouglov émerger vers le haut des classements avec d'abord son premier top dix à Osrblie (8e). Ensuite, il arrive troisième de la poursuite de Pokljuka puis ajoute deux autres podiums dans des courses aux États-Unis vers la fin de saison.
L'hiver 2004-2005 est une des saisons les prolifiques pour Krouglov, commençant par deux podiums en Norvège, puis une troisième place à l'individuel d'Antholz et enfin sa première victoire à la poursuite de Pokljuka, contribuant à sa huitième place au classement général de la Coupe du monde. Aux Championnats du monde 2005, il remporte deux médailles : l'argent du relais masculin et l'or du relais mixte.
Aux Jeux olympiques d'hiver de 2006, où son meilleur résultat individuel est une onzième place sur la poursuite, il remporte la médaille d'argent du relais avec Ivan Tcherezov, Sergueï Tchepikov et Pavel Rostovtsev. Malgré un titre de champion du monde en relais mixte, il est seulement vingtième au classement général de la Coupe du monde cet hiver. 
Lors de la saison 2006-2007, il remporte trois succès au mois de janvier à Oberhof, sur le sprint, la poursuite et le relais. Ces deux podiums sont les seuls en individuel de l'hiver et l'aide à atteindre le huitième rang au classement général tout comme en 2005. Aux Championnats du monde à Antholz, il est cinquième au mieux en individuel, mais conserve le titre mondial de relais masculin avec Ivan Tcherezov, Maxim Tchoudov et Dmitri Yaroshenko.
La saison 2007-2008 est pour lui significative de derniers podiums, avec quatre places individuelles dans le top 3 en Coupe du monde et deux nouvelles médailles en relais aux Championnats du monde : en or avec les hommes pour la troisième fois consécutive et en bronze au relais mixte.
Sa dernière compétition majeure a lieu aux Jeux olympiques d'hiver de 2010, à Vancouver, où il se classe onzième de l'individuel.

## Palmarès

### Jeux olympiques
| Épreuve / Édition              | Individuel | Sprint | Poursuite | Départ en masse | Relais                             |
| Jeux olympiques 2006 Turin     | —          | 21e    | 11e       | 21e             | Médaille d'argent, Jeux olympiques |
| Jeux olympiques 2010 Vancouver | 11e        | —      | —         | —               | —                                  |

Légende :
- : première place, médaille d'or
- : deuxième place, médaille d'argent
- : troisième place, médaille de bronze
- — : pas de participation à l'épreuve

### Championnats du monde
| Mondiaux \ Épreuve          | Individuel | Sprint   | Poursuite | Départ en masse | Relais                   | Relais mixte                     |
| 2003 Khanty-Mansiïsk        | 39e        | —        | —         | —               | —                        | Épreuve inexistante à cette date |
| 2004 Oberhof                | —          | 12e      | 14e       | 17e             | 5e                       | Épreuve inexistante à cette date |
| 2005 Hochfilzen / Khanty-M. | 35e        | 5e       | 4e        | 4e              | Médaille d'argent, monde | Médaille d'or, monde             |
| 2006 Pokljuka               | JO Turin   | JO Turin | JO Turin  | JO Turin        | JO Turin                 | Médaille d'or, monde             |
| 2007 Antholz-Anterselva     | 5e         | 12e      | 16e       | 12e             | Médaille d'or, monde     | —                                |
| 2008 Östersund              | —          | 26e      | 25e       | —               | Médaille d'or, monde     | Médaille de bronze, monde        |
| 2009 Pyeongchang            | —          | 66e      | —         | —               | —                        | —                                |

Légende :
- : première place, médaille d'or
- : deuxième place, médaille d'argent
- : troisième place, médaille de bronze
- :épreuve inexistante
- — : pas de participation à l'épreuve

### Coupe du monde
- Meilleur classement général : 8e en 2005 et 2007.
- 14 podiums individuels : 3 victoires, 9 deuxièmes places et 2 troisièmes places.
- 20 podiums en relais : 5 victoires, 13 deuxièmes places et 2 troisièmes places.
- 3 podiums en relais mixte : 2 victoires et 1 troisième place.

 Statistiques comprenant les podiums obtenus aux Championnats du monde et aux Jeux olympiques 

#### Détail des victoires
| Saison / Épreuve | Individuel | Sprint  | Poursuite | Mass start | Total |
| 2004-2005        |            |         | Pokljuka  |            | 1     |
| 2006-2007        |            | Oberhof | Oberhof   |            | 2     |
| Total            | 0          | 1       | 2         | 0          | 3     |

#### Classements en Coupe du monde
| Saison    | Classement général final | Individuel | Sprint | Poursuite | Mass start |
| 2001-2002 | 80e                      | nc         | nc     | 64e       |            |
| 2002-2003 | 42e                      | nc         | 28e    | 42e       |            |
| 2003-2004 | 14e                      | nc         | 13e    | 11e       | 19e        |
| 2004-2005 | 8e                       | 8e         | 8e     | 7e        | 9e         |
| 2005-2006 | 20e                      | 32e        | 20e    | 17e       | 21e        |
| 2006-2007 | 8e                       | 9e         | 3e     | 11e       | 11e        |
| 2007-2008 | 9e                       | 18e        | 9e     | 15e       | 2e         |
| 2008-2009 | 31e                      | 25e        | 38e    | 26e       | 32e        |
| 2009-2010 | 31e                      | 34e        | 26e    | 26e       | 31e        |

### Championnats du monde junior
- Médaille d'argent du sprint et du relais en 2000.
- Médaille d'argent du sprint, de la poursuite et du relais en 2001.

### Championnats d'Europe junior
- Médaille d'or du sprint et de la poursuite en 2000.
- Médaille d'or de l'individuel et du relais en 2001.